# Sol Campbell
Sulzeer Jeremiah Campbell (nascut a Plaistow, el 18 de setembre del 1974) és un exfutbolista anglès que va jugar durant quasi vint anys en diferents equips de la Premier League anglesa, i fou internacional durant onze temporades amb la selecció anglesa de futbol.

## Palmarès
Font:
Tottenham Hotspur FC
- 1 Copa de la lliga anglesa: 1998-99

Arsenal FC
- 2 FA Premier League: 2001-02, 2003-04
- 3 Copes angleses: 2001-02, 2002-03, 2004-05
- 1 Community Shield: 2002

Portsmouth FC
- 1 Copa anglesa: 2007-08

Selecció anglesa
- 1 Campionat d'Europa sub-19: 1993